# Мустафаева, Наталья Витальевна
Наталья Витальевна Ляльчук  (укр. Наталія Віталіївна Ляльчук) — украинская гребчиха, выступающая с 2011 по 2012 год за Азербайджан. Чемпионка Европы 2008 года. Выступая за сборную Украины на Олимпийских играх 2008 года, заняла 4-е место.Также заняла третье место на этапе Кубка Мира в Белграде в 2012 году.Выступая за сборную Азербайджана на Олимпийских играх2012 года в Лондоне заняла 12  место.